# 오수성

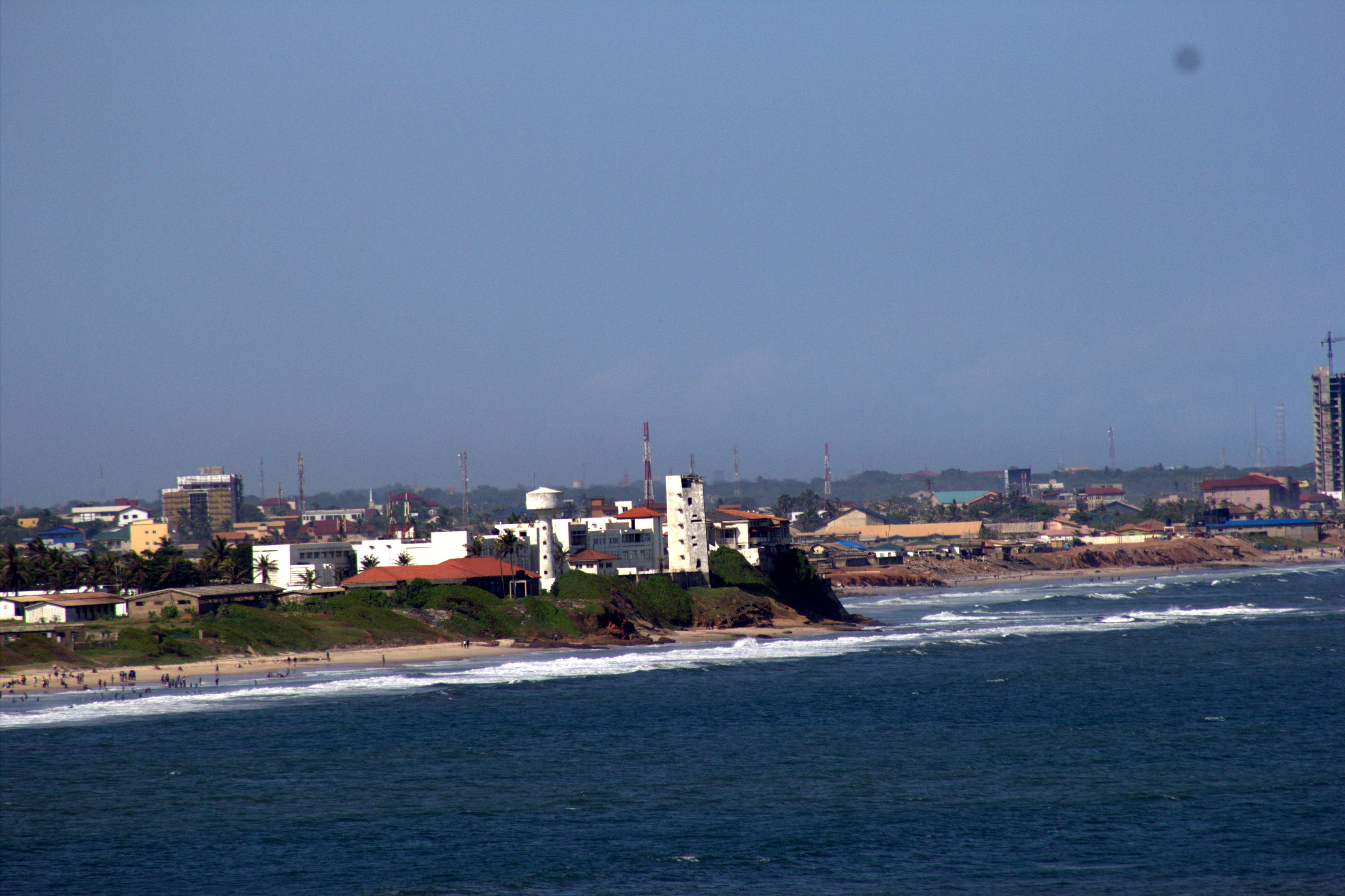
아크라 제임스타운 등대에서 바라본 오수성 전경

오수성(Osu Castle, 크리스티안스보르 요새 또는 성으로도 알려져 있음)은 아프리카의 기니만 해안에 있는 가나 오수에 위치한 성이다.
1660년대에 덴마크-노르웨이에 의해 상당한 요새가 건설되었다. 그 후 요새는 덴마크-노르웨이, 포르투갈, 아크와무, 영국, 그리고 마지막으로 독립 후의 가나 사이에서 소유권이 바뀌었다. 덴마크-노르웨이의 통제하에 이곳은 덴마크령 골드코스트의 수도였으며, 노예들을 수용하고 해외로 보냈다.
1902년 오수성은 가나의 정부 청사가 되었으나, 현재는 주빌리 하우스로 이전되었다.
서아프리카에서의 유럽 식민지 영향과 대서양 노예 무역에 대한 증거로 인해, 이 성은 1979년에 유네스코 세계유산에 다른 여러 가나의 성들과 요새들과 함께 등재되었다.

## 역사

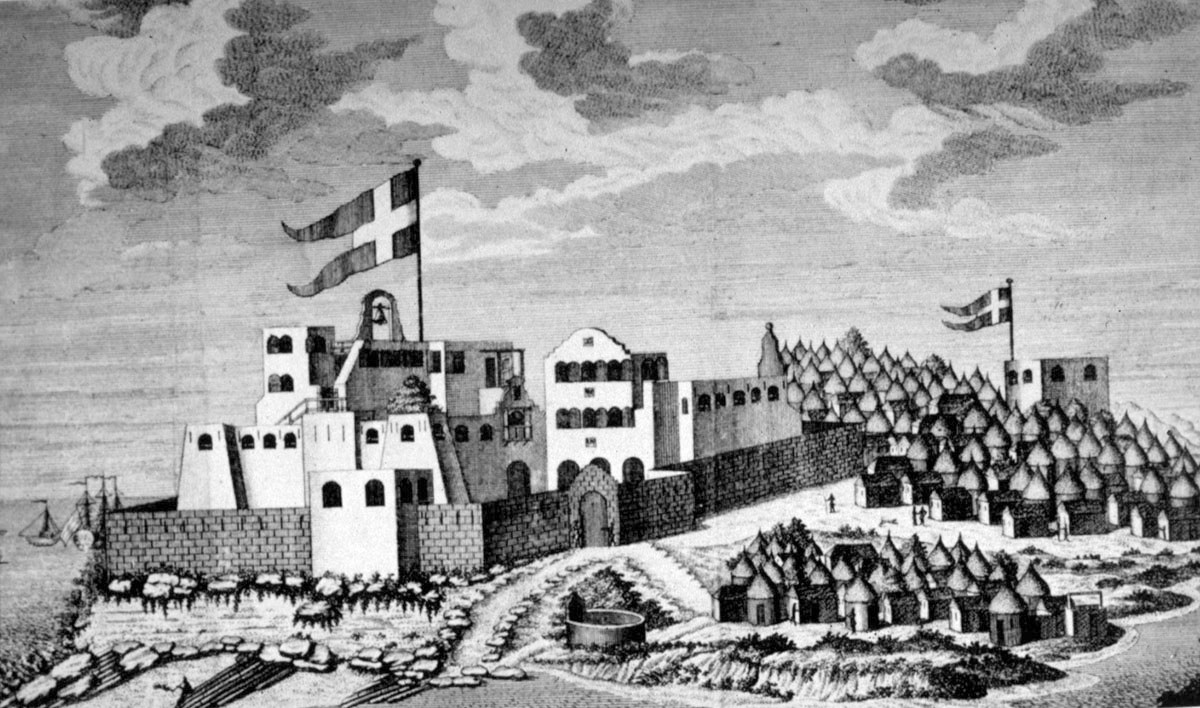
현재 오수성인 덴마크-노르웨이 요새, 크리스티안스보르 요새의 현대적 그림. 오른쪽에 있는 전초 기지는 프로베스테넨 요새이다.

이 지역은 1550년에 포르투갈인이 처음 점령했지만, 17세기에는 포르투갈의 영향력이 약화되었다. 이 지역은 1640년대 후반 독일 상인 하인리히 카를로프가 이끄는 스웨덴의 통제하에 들어왔다. 1652년, 그는 이전에 거래했던 아크라의 왕으로부터 작은 요새화된 숙소를 건설할 허가를 받았다. 1660년에는 네덜란드로 통제권이 넘어갔으나, 곧 덴마크-노르웨이에게 빼앗겼다. 1657년 카를로프는 다시 아프리카로 여행을 떠났는데, 이번에는 덴마크-노르웨이를 대표하여 자신이 이전에 설립했던 요새들을 정복하는 것을 목표로 삼았고, 오수에서 쉽게 성공했다. 초기에는 주로 금과 상아 무역에 사용되었지만, 덴마크-노르웨이 통제하에 점차 노예 거래를 하게 되었다.

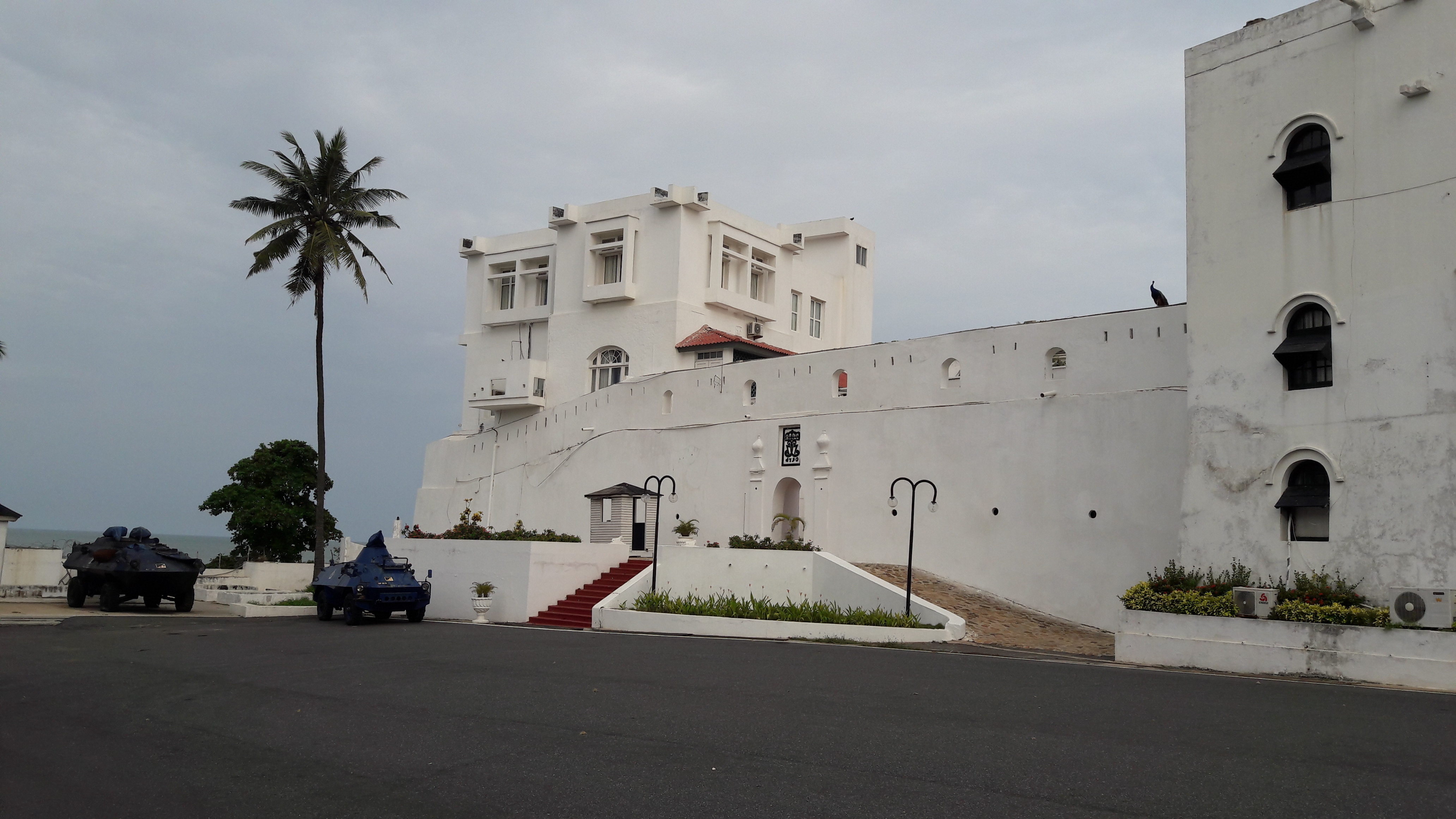
2017년 일반에 공개된 후 크리스티안스보르 요새의 입구.

오수성은 다른 두 요새와 가까이 위치해 있었다. 크레브쾨르 요새 (가나)는 네덜란드인들이 통제했고, 제임스 요새 (가나)는 영국인들이 통제했다. 오수의 정착지는 다른 요새들과 경쟁할 만큼 충분한 물품을 보관하기에는 너무 작았다. 따라서 덴마크-노르웨이는 인접한 토지를 매입하고 건물을 확장하여, 당시 덴마크의 국왕인 크리스티안 5세의 이름을 따서 크리스티안스보르 요새라고 명명했다. 이는 조금 후에 지어진 크리스티안스보르 궁전 (1세대)과는 혼동하지 말아야 한다. 덴마크-노르웨이는 다음 200년 동안 대부분의 기간 동안 이 요새를 점령했으며, 몇 차례 중단이 있었지만, 그 기간의 대부분 동안 덴마크-노르웨이의 골드코스트의 수도 역할을 했다.
1679년 또는 1680년에 요새의 그리스인 부사령관이 반란을 선동하여 사령관을 살해했다. 직후 줄리아노 데 캄포스 바레투가 지휘하는 포르투갈 선박이 요새를 방문하여 매입에 동의했다. 요새는 프란치스코 하비에르의 이름을 따서 상 프란시스코 자비에르 요새라고 명명되었다. 포르투갈인들은 채플을 짓고 보루를 3피트 높였다. 1682년 8월 29일 주둔지가 반란을 일으키고 포르투갈인 상인들이 다른 골드코스트 강대국들과 경쟁할 수 없음이 명확해지면서 요새는 버려졌다. 덴마크군은 1683년 2월 포르투갈로부터 요새를 다시 매입한 후 돌아왔다. 1685년, 크리스티안스보르 요새는 프레데릭스보르 요새를 대신하여 덴마크-노르웨이의 골드코스트 수도가 되었다.
아크와무족은 1693년에 상인으로 위장하여 점령자들(사망과 질병으로 인해 줄어든)을 제압한 후 요새를 점령했다. 아크와무 지도자인 아사메니는 1년 동안 요새를 점령하고 여러 나라의 상인들과 거래했다. 1694년, 아사메니는 요새를 50 마르크의 금(400 트로이 온스, 2008년 가치로 20만~25만 파운드에 해당)에 덴마크-노르웨이에 다시 팔았지만, 열쇠는 보관했으며, 그 열쇠는 오늘날까지도 이 민족의 소유이다. 18세기 초는 요새에 좋지 않았으며, 1722년 영국은 요새가 황폐해졌다고 보고했다. 그러나 그 세기 후반에 확장 공사가 이루어졌고, 1824년에는 구조적 개선이 이루어졌다. 추가 저장실, 주둔지 숙소, 플랫폼, 보루 및 주택으로 인해 성은 원래 요새의 네 배 크기가 되었다. 1770년대에 오수의 덴마크인들은 네덜란드 통제하의 아크라와 분쟁에 휘말렸다.
1850년, 영국은 크리스티안스보르 요새를 포함하여 덴마크의 골드코스트 영토 전부를 £10,000(2007년 가치로 85만~150만 파운드)에 매입했다. 덴마크는 이 전초 기지들을 오랫동안 팔 것을 고려해 왔다. 노예 무역이 폐지된 후에는 운영 비용이 많이 들고 이득이 거의 없었다. 영국도 같은 문제에 직면했지만, 불법 노예 거래를 막고 프랑스 식민제국이나 벨기에 식민제국이 이 지역에서 강화되는 것을 막으려고 했다. 1862년 지진으로 상층부 대부분이 파괴되었고, 목재로 재건되었다. 그 세기 후반에는 성이 식민지 정부의 청사가 되었다. 1890년부터 1901년까지 영국 식민지 세력에 의해 버려졌다. 이 기간 동안 이곳은 경찰관 식당으로 사용되었고 나중에는 정신병원으로 사용되었다. 1902년에 다시 정부 청사가 되었다. 1950년, 목재 상층부는 원래의 덴마크 계획에 따라 재건되었다. 1957년 가나가 독립하여 엘리자베스 2세를 국가원수로 모실 때, 이 요새는 총독 관저인 가나 총독의 거주지가 되었다. 1960년 가나가 공화제가 되면서, 이곳은 가나의 초대 콰메 은크루마 대통령의 거주지가 되었다.
2005년, 오수성을 정부 청사로 계속 사용할 것인지에 대한 논쟁이 있었다. 존 쿠푸오르 대통령은 과거 노예 제도와의 연관성 때문에 정부가 성에 머물러서는 안 되며, 시설도 부적합하다고 주장했다. 그러나 국민민주회의 (가나) 의원들은 새로운 대통령궁 건설에 드는 5천만 달러를 다른 곳에 사용하는 것이 더 낫다고 주장했다.

## 특징

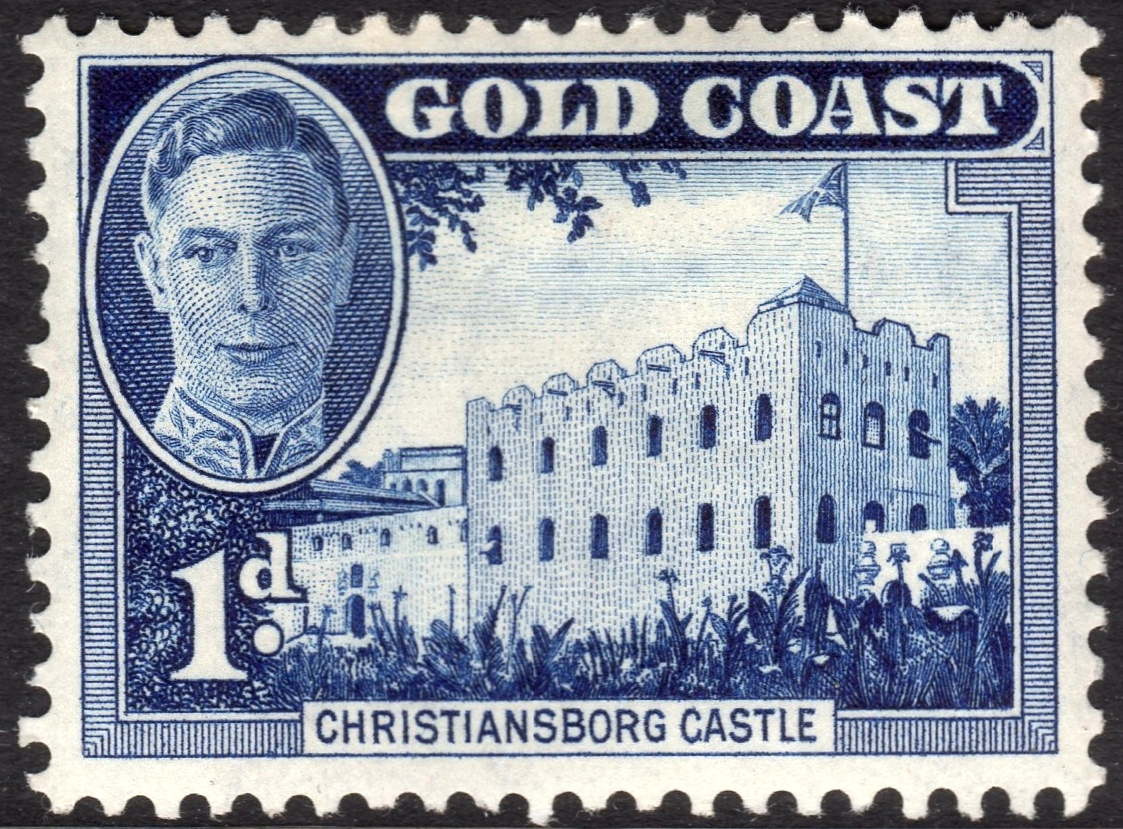
1948년 영국령 골드코스트(현 가나)의 우표에 옛 이름으로 된 성이 그려져 있다.

오수성은 더 이상 정부 청사가 아니다. 정부 청사는 현재 주빌리 하우스이다. 이 이름은 이전 이름인 플래그스태프 하우스에서 변경된 후 현재 관보에 게재되었다. 리처드 닉슨, 빌 클린턴, 버락 오바마 미국 대통령과 게르하르트 슈뢰더 독일 총리 등 많은 국제 고위 인사들이 이 지역을 방문하는 동안 성을 찾았다. 가나가 공화국이 된 지 1년 후인 1961년 엘리자베스 2세의 방문을 수용하기 위해 추가 객실이 건설되었다.
현재의 성은 원래 건물에 여러 확장을 거쳐 지어진 것이므로, 정통적인 형태는 아니다. 진료소, 카페, 쇼핑 센터, 우체국 등 직원들을 위한 많은 편의 시설을 갖추고 있다. 또한 상설 주둔지도 수용하고 있다. 넓은 정원에는 지역 및 수입 식물 등 다양한 식물이 심어져 있으며 30명이 고용되어 있다. 이 정원들은 대통령의 야외 리셉션 및 파티에 사용된다. 성은 일반 방문객에게는 개방되지 않는다.

## 논란
2007년, 가나의 야당 국회의원들(국민민주회의 (가나), NDC)은 새로운 대통령궁 건설을 위해 5천만 달러의 대출을 받을 것인지에 대한 의회 토론에서 퇴장했다. 존 아기예쿰 쿠푸오르 대통령의 신애국당 의원들은 인도에서 대출을 받는 데 만장일치로 찬성했다. 그들은 대통령이 노예들이 감금되었던 오수성에 머물러서는 안 된다고 주장했다.
야당인 국민민주회의 (가나)는 이 돈을 경제 개선과 더 나은 가나 의제 홍보와 같은 다른 곳에 쓰는 것이 더 나을 것이라고 말했다. 이로 인해 당시 야당 국민민주회의 (가나)의 사무총장은 새로운 플래그스태프 하우스를 "닭 키우기에나 적합한 닭장"이라고 묘사했다. 가나 초대 대통령이 거주지로 사용했던 옛 플래그스태프 하우스는 박물관으로 개조되고 있으며, 그 부지는 가나 대통령과 부통령 및 그들의 직원들을 위한 초현대식 사무실 단지 및 거주지로 건설되고 있다.

## 갤러리

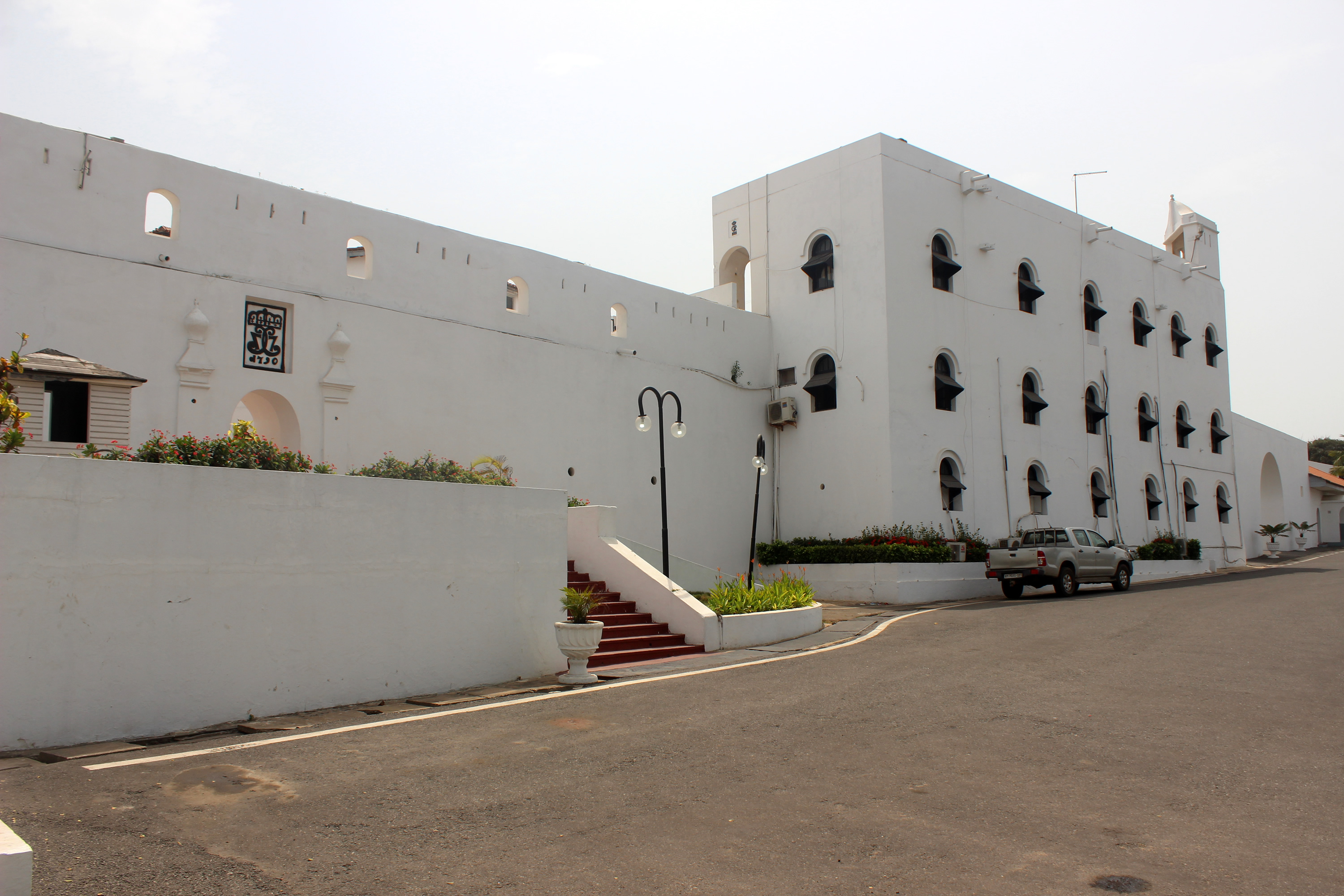
크리스티안스보르 요새로도 알려진 오수성은 아크라에 위치한 성이다.
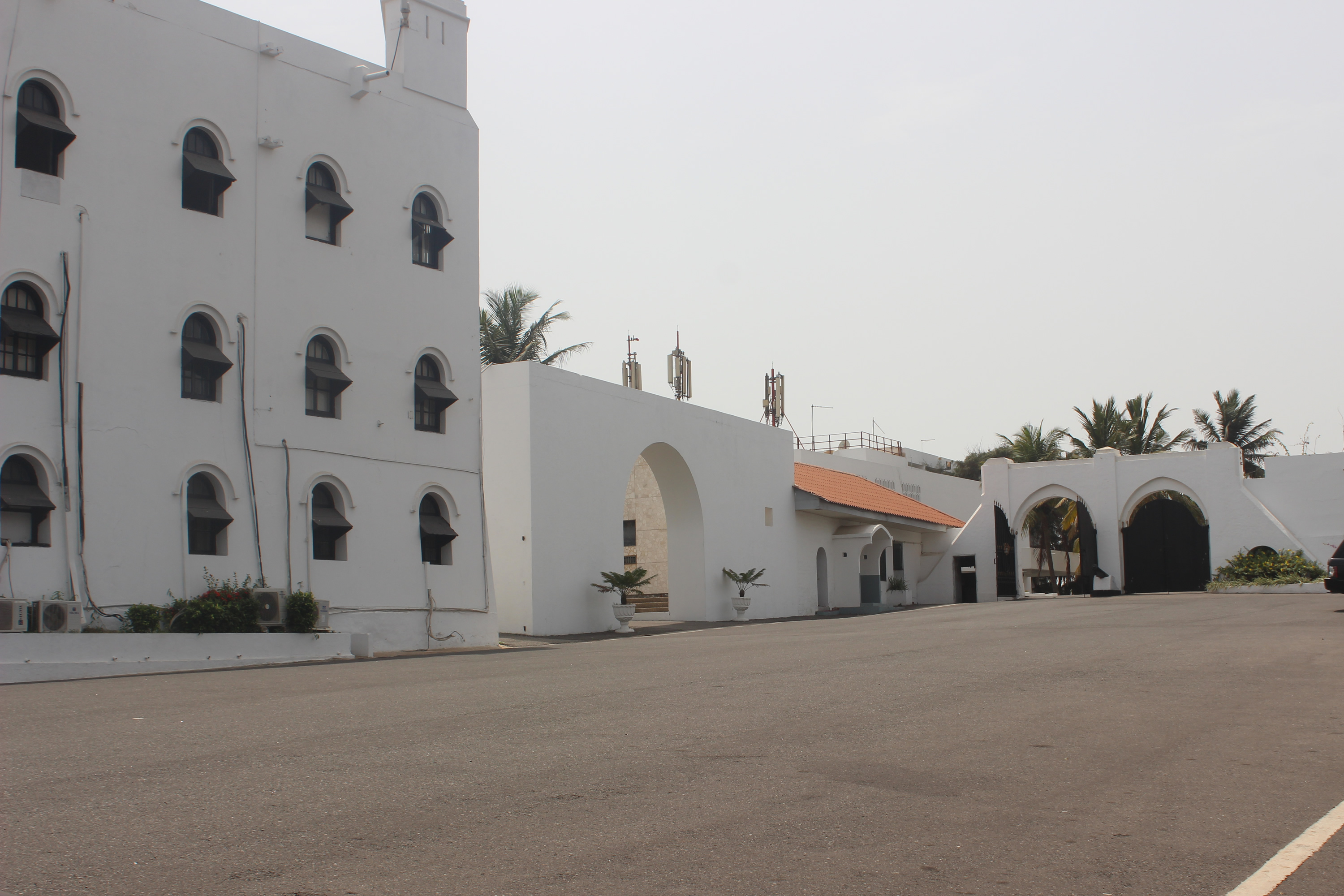
크리스티안스보르 요새로도 알려진 오수성은 아크라에 위치한 성이다.
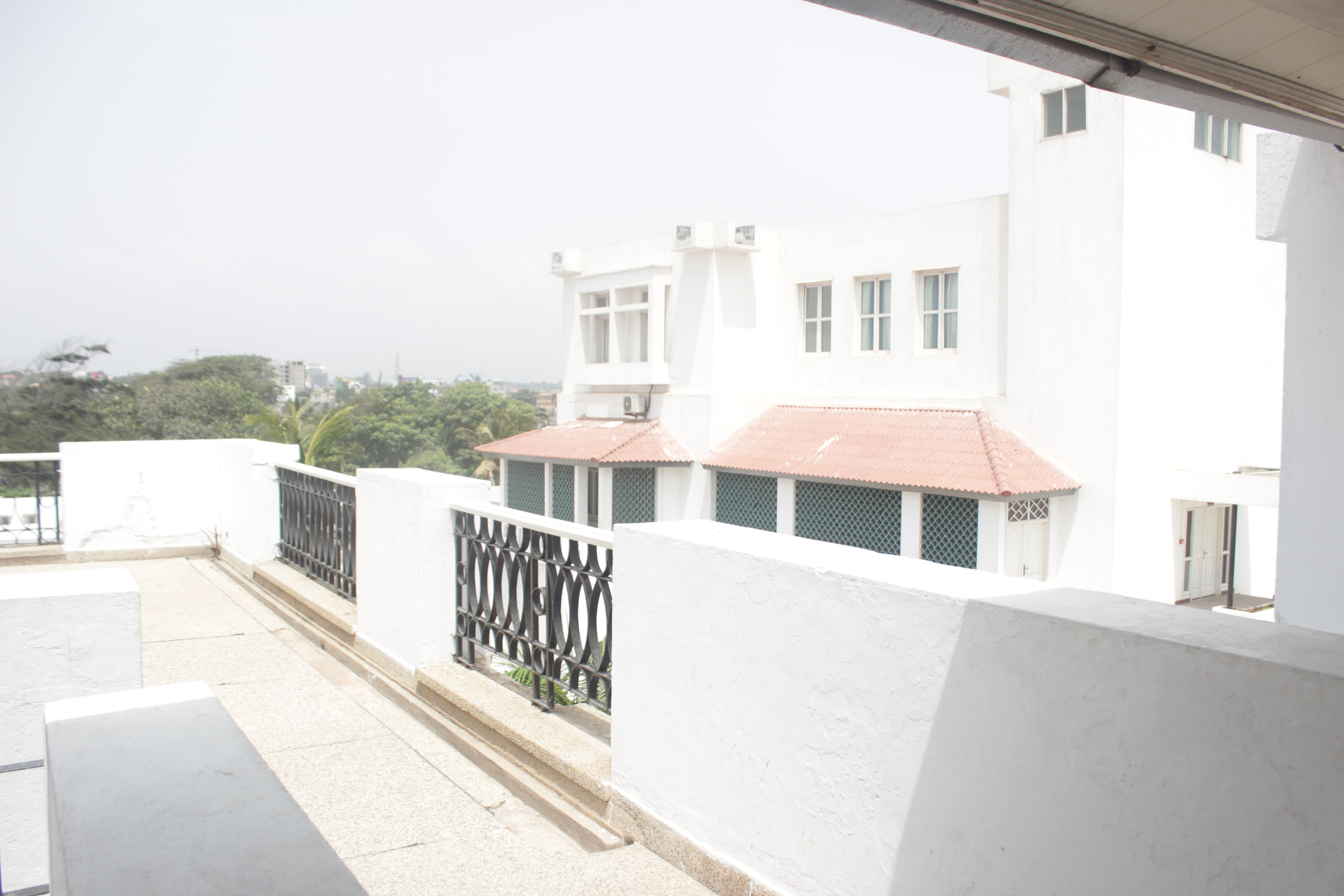
크리스티안스보르 요새로도 알려진 오수성은 아크라에 위치한 성이다.
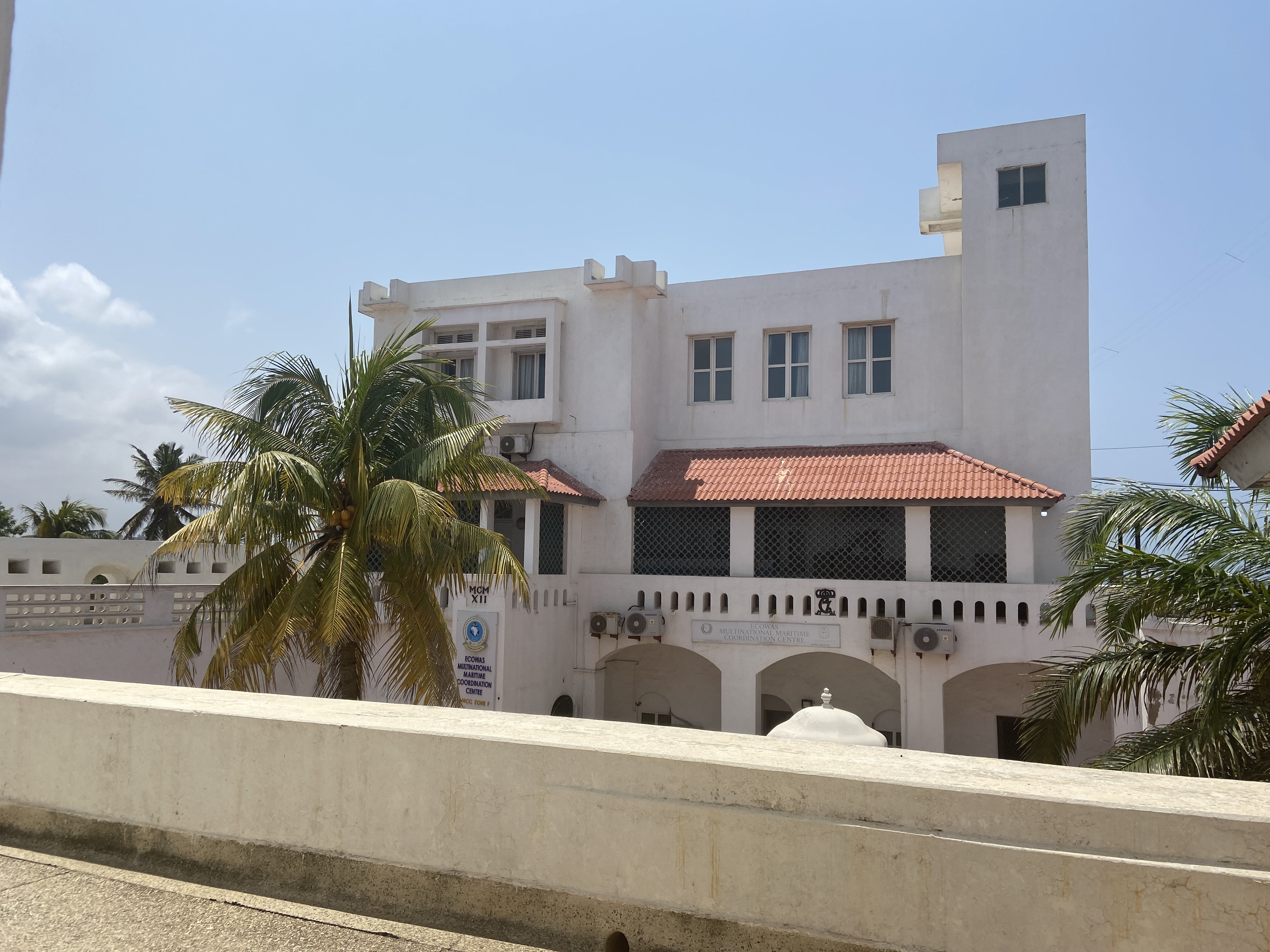
크리스티안스보르 성, 가나
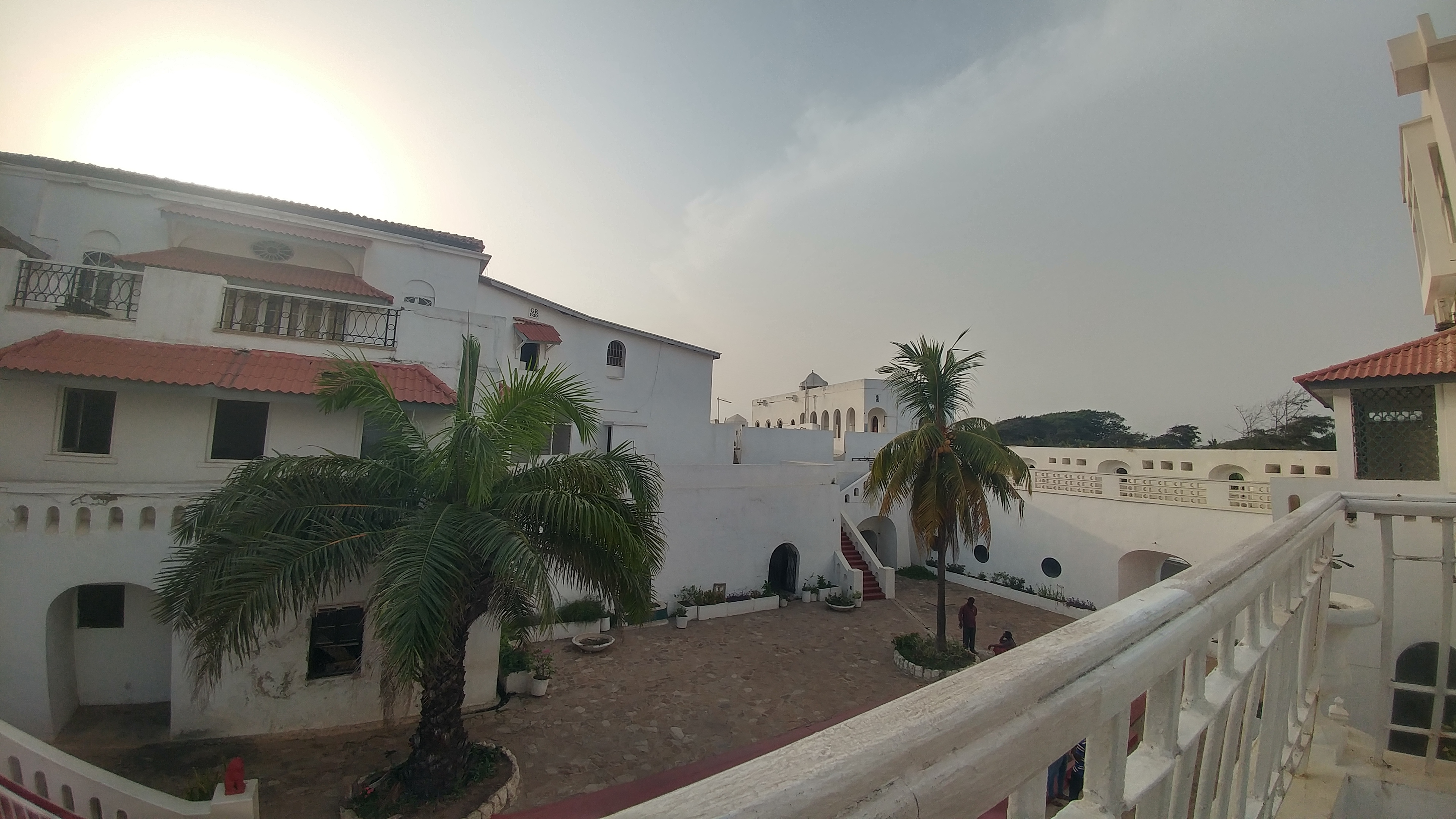
크리스티안스보르 성, 가나
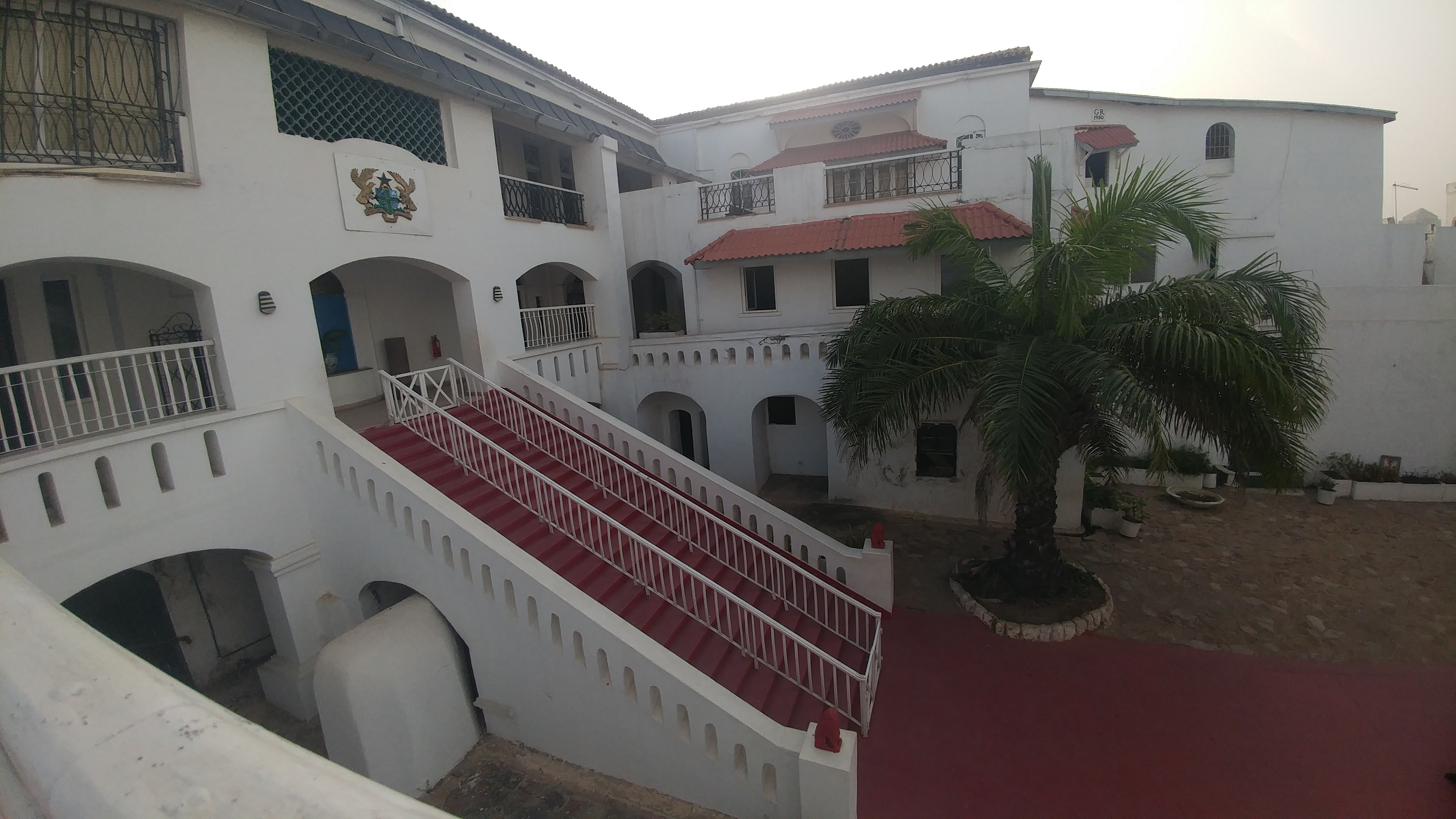
크리스티안스보르 성, 가나
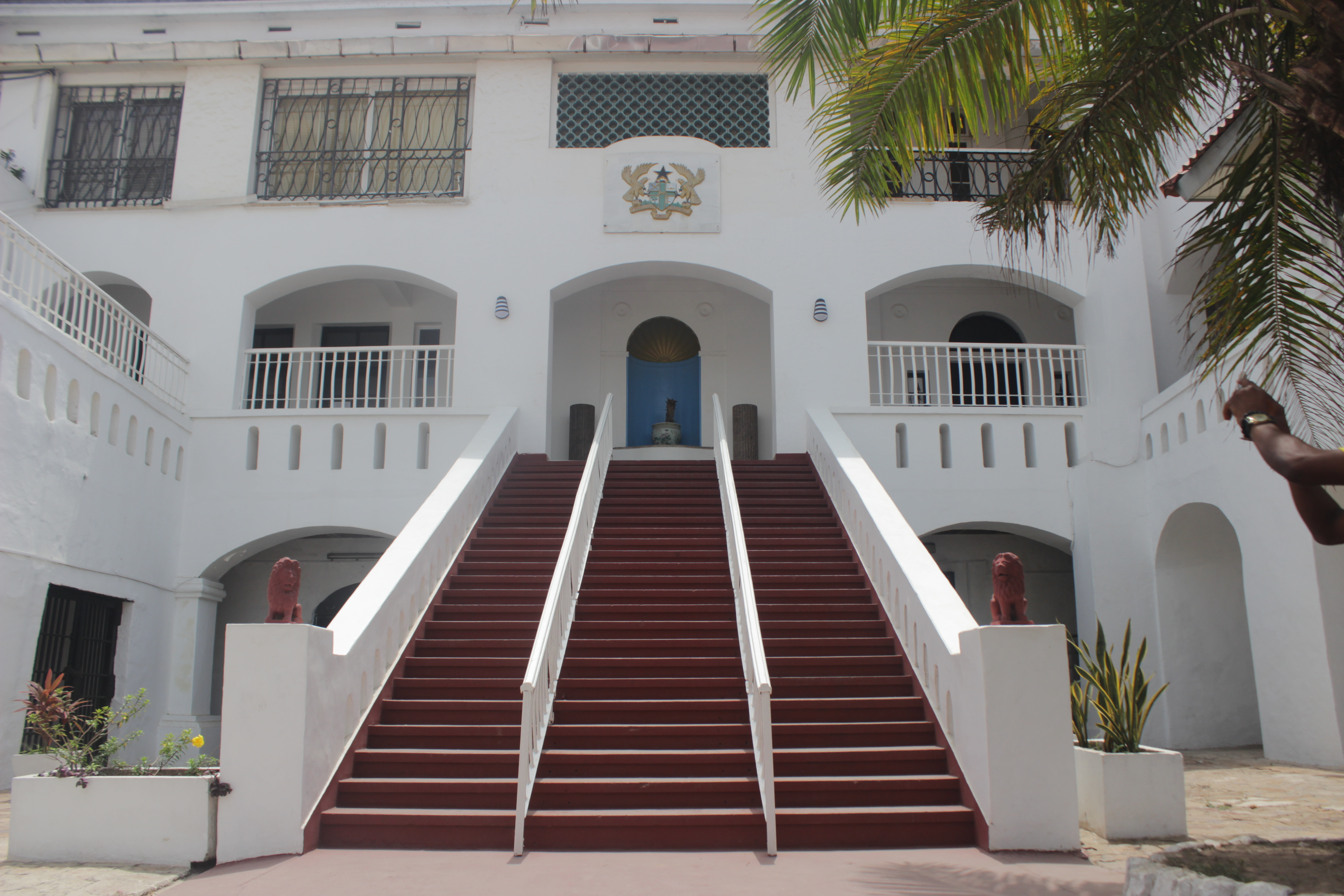
가나의 오수성
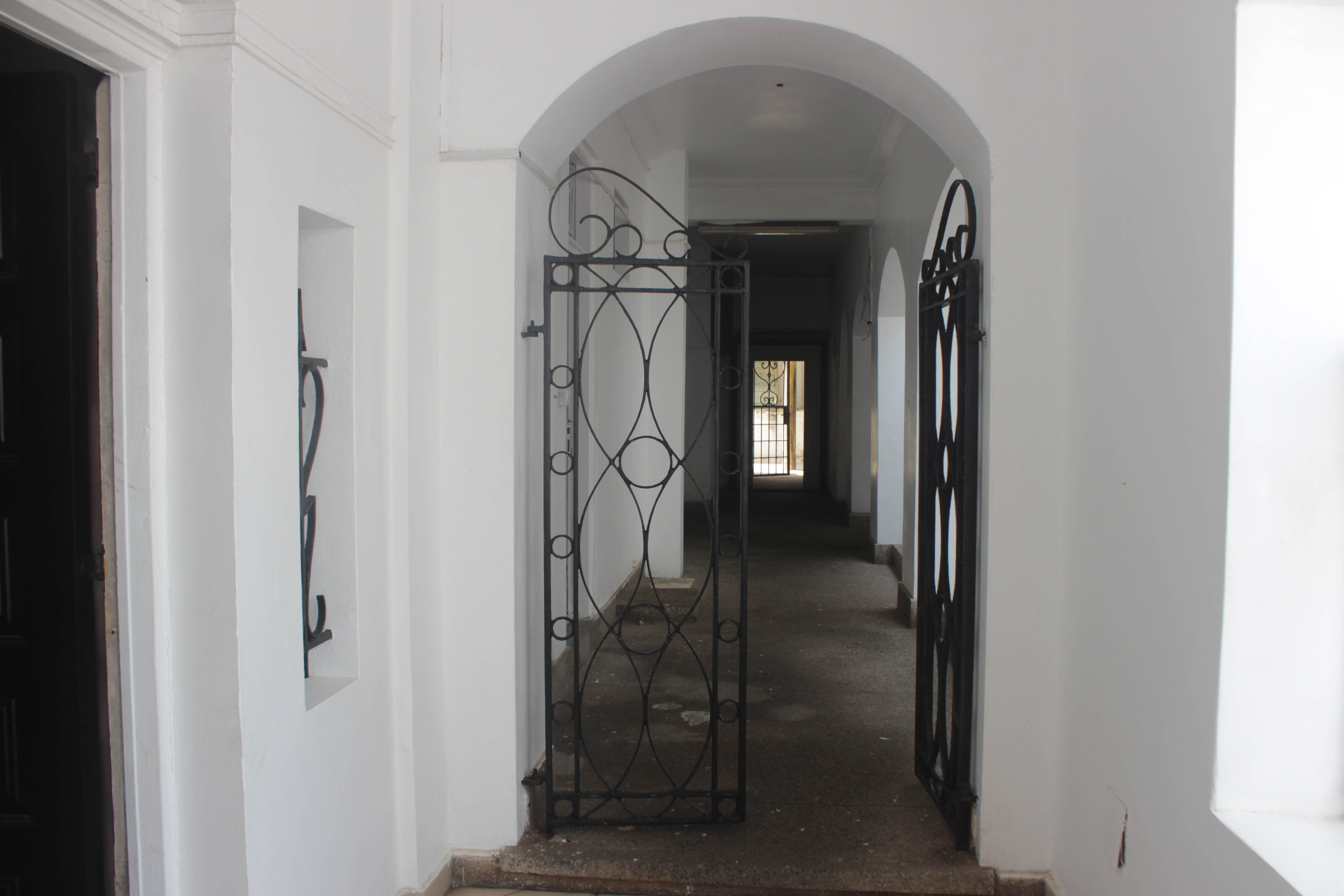